# INS Vikramaditya
La INS Vikramaditya (in hindi: "coraggiosa come il sole") è una portaerei della Marina militare dell'India  che ha la sua origine nella ultima portaerei sovietica della  classe Kiev.

## Marina militare dell'Unione Sovietica
Nata per la Marina militare dell'Unione Sovietica come Baku, entrò in servizio nel 1982, e venne messa in disarmo nel 1996 dopo vari problemi all'apparato motore.

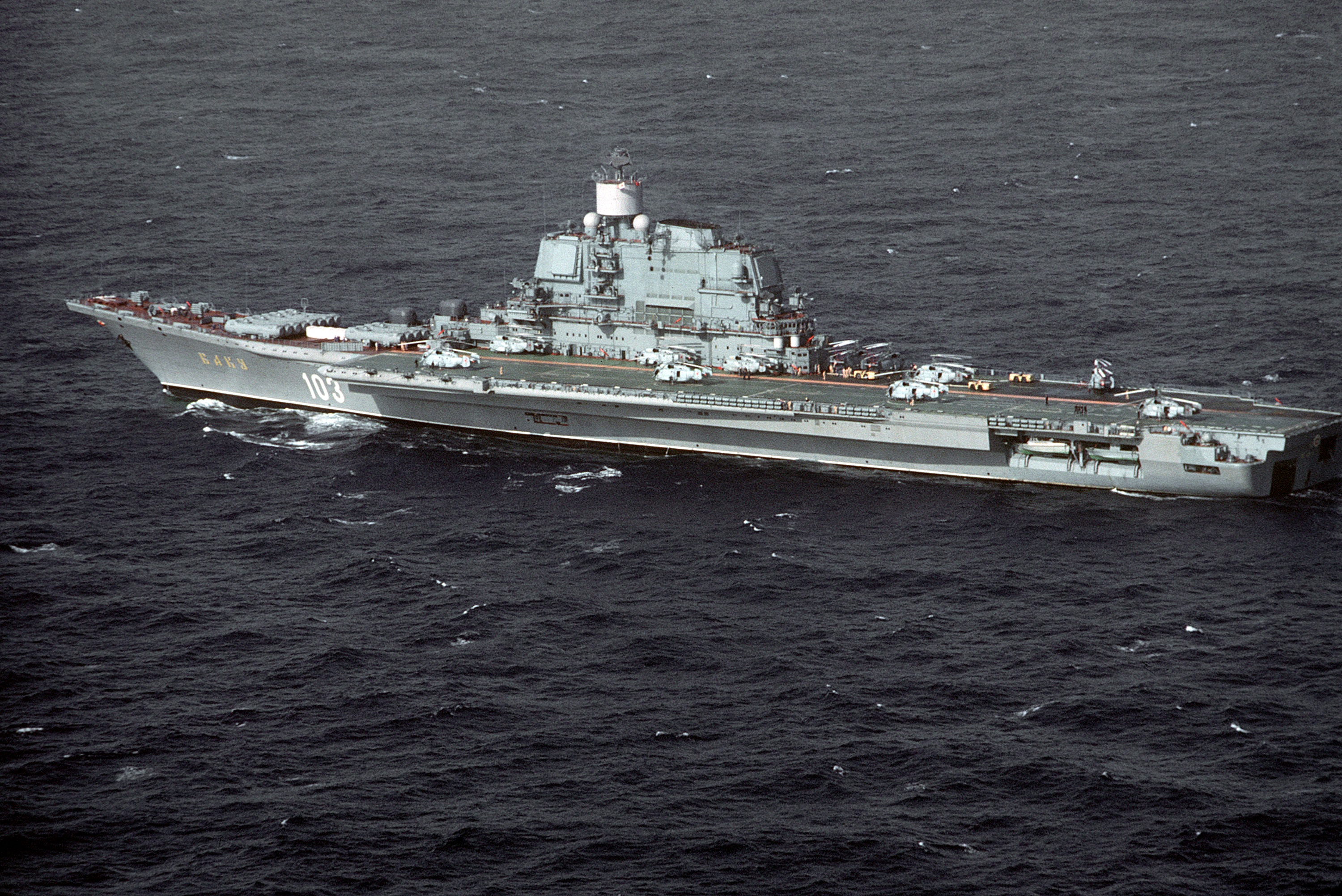
La nave in servizio con la Marina Sovietica

La classificazione russa per le navi di questo tipo è TAKR (Тяжёлый авианесущий крейсер translitterato Tjažëlij Avianesuščyj Krejser), ovvero incrociatore pesante portaaeromobili.
Precedentemente queste navi con l'esclusione dell'Admiral Gorškov hanno ricevuto anche la classificazione di BPKR (Большой противолодочный крейсер translitterato Bol'šoj Protivolodočnyj Krejser), ovvero grande incrociatore antisommergibile e TPKR (Тяжёлый противолодочный крейсер translitterato Tjažëlij Protivolodočnyj Krejser), ovvero incrociatore pesante antisommergibile.
La nave aveva la capacità di ospitare i caccia del tipo Yakovlev Yak-38 Forger, e un gran numero di elicotteri. Era anche pesantemente armata con missili antinave a lungo raggio, ospitati a prua mentre il ponte di volo era angolato e non dotato di catapulta in quanto i Forger erano aerei a decollo verticale.
Una descrizione della nave è:
La nave venne rinominata Admiral Gorškov dopo la disgregazione dell'Unione Sovietica nella flotta della Marina militare della Federazione Russa.
In seguito ad una serie di incidenti, non ha più preso il mare dal 1995, anno in cui è entrata ufficialmente in riparazione.

## Nella Marina militare dell'India
Nel 2004 è stata ceduta dalla Russia all'India attratta dalla possibilità di rinforzare la sua componente aeronavale, che l'ha ribattezzata Vikramaditya, a costo nullo mentre gli estesi lavori di rifacimento dovevano costare 800 milioni di dollari statunitensi, mentre il gruppo aereo imbarcato doveva costare 1 miliardo di dollari; il costo complessivo sostenuto dall'India è stato di 2,35 miliardi di dollari. Era stata anche vagliata l'ipotesi di acquistare dalla Northrop-Grumman i velivoli AEW E-2C Hawkeye. Dopo lunghi lavori di rifacimento, ritardati dallo stato peggiore del previsto dell'unità, la nave iniziò le prove a mare a giugno 2012. Un problema alle caldaie causò un ulteriore ritardo; le prove a mare furono ripetute a luglio 2013, questa volta con esito positivo. La nave fu, quindi, consegnata alla marina indiana il 16 novembre 2013 nel corso di una cerimonia tenutasi a Severodvinsk entrando in servizio nella marina militare indiana il 14 giugno 2014.

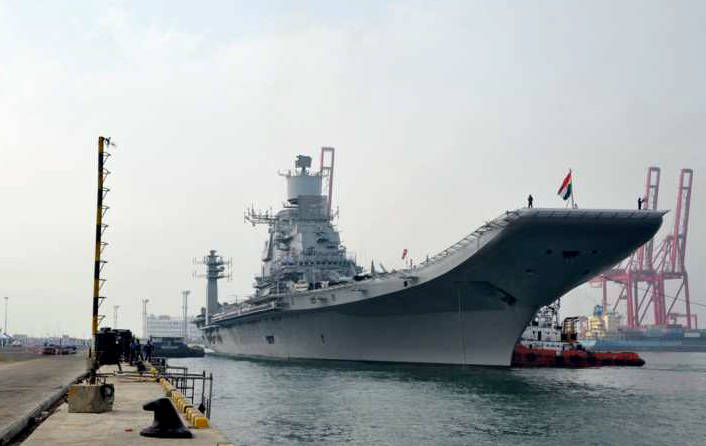
La Vikramaditya ormeggiata durante una visita al porto di Colombo (Sri Lanka) nel gennaio 2016

Dopo le prove in mare la nave iniziò da Severodvinsk con la nave INS Kadamba un viaggio di 10.212 nm durato 26 giorni verso il suo porto base di Karwar il 27 novembre 2013, con una breve tappa a Lisbona. La nave era al comando del commodoro Suraj Berry, primo ufficiale indiano al comando. Oltre all'equipaggio indiano, erano imbarcati anche 177 specialisti russi della Sevmash, che pare siano rimasti a bordo per un anno come parte della garanzia ventennale post-vendita offerta dal cantiere. Durante il viaggio la nave incontrò una tempesta nel Mare di Barents e si congiunse con la sua scorta formata dalla fregata INS Trikand e dal rifornitore di squadra INS Deepak. Il gruppo venne anche ombreggiato dalla fregata britannica  HMS Monmouth come consuetudine durante il suo passaggio nel Canale della Manica, e raggiunto dal cacciatorpediniere INS Delhi vicino a Gibilterra.
La flottiglia transitò poi nel Mediterraneo attraversando il Canale di Suez ed entrando nel Mare d'Arabia il 1 gennaio 2014. Venne ricevuto a circa 1200 nm dalle coste indiane da una parte della flotta occidentale, tra cui la portaerei INS Viraat, due cacciatorpediniere classe Delhi, tre fregate classe Talwar, la fregata INS Godavari, ed altre navi minori. In questa circostanza la marina indiana per la prima volta fece operare contemporaneamente due portaerei negli ultimi vent'anni della sua storia. Dopo esercitazioni in mare, la Vikramaditya raggiunse Karwar il 7 gennaio 2014.

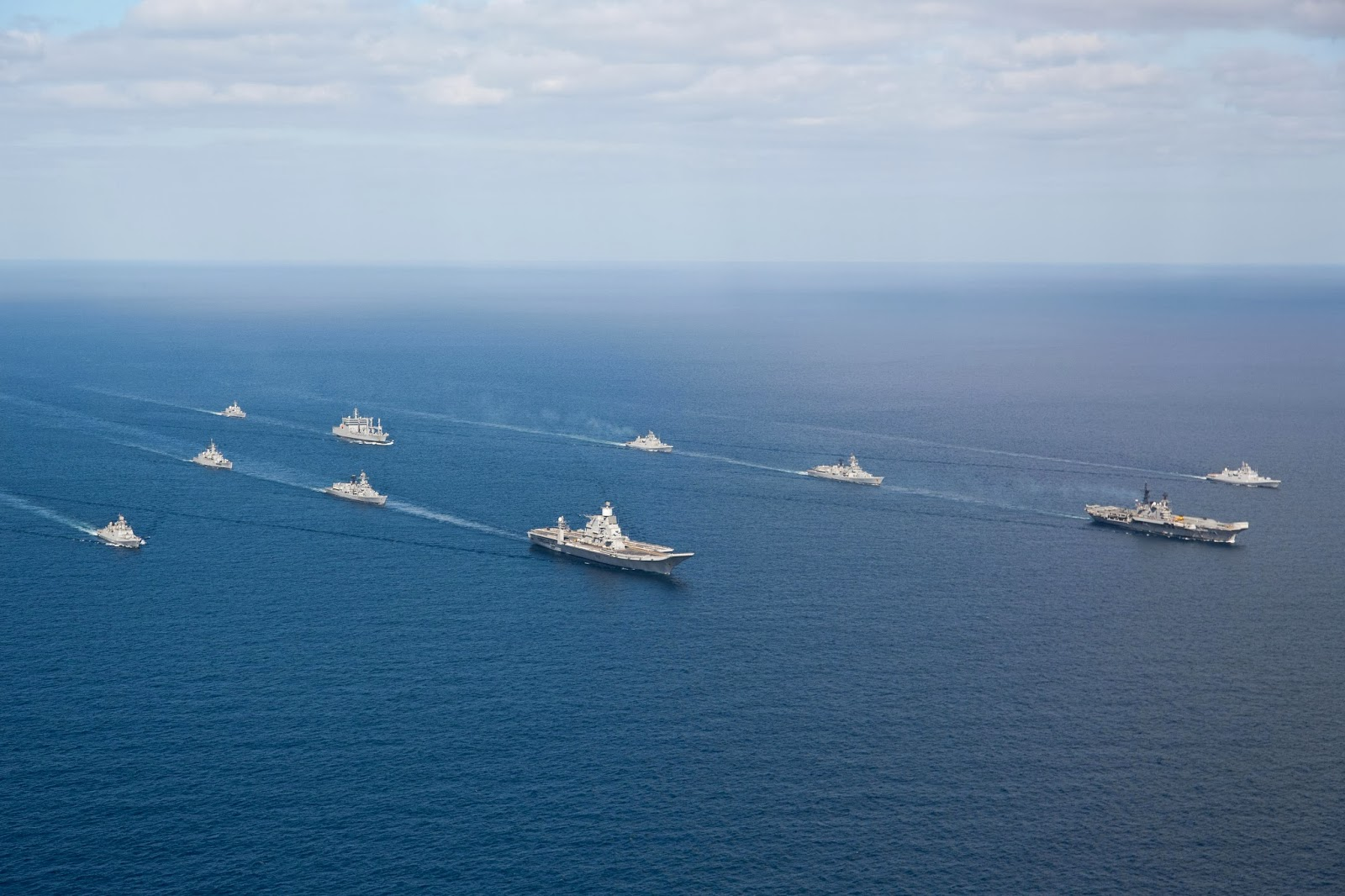
La Vikramaditya scortata dalla ed altre navi da guerra della Western Fleet nel Mar Arabico.

I piloti navali del INAS 303 "Black Panthers" dotato di MiG-29K condussero eserciatzioni alla Shore Based Test Facility (SBTF) di INS Hansa, Dabolim, Vasco-da-Gama. il primo aereo pilotato da un pilota della marina indiana atterrò sulla nave l'8 febbraio 2014.
Da allora, i piloti ed i controllori di volo sono stati sottoposti al processo di certificazione per l'operatività dei caccia MiG-29K dal ponte di volo della portaerei, compresi gli atterraggi notturni. Lo stormo aereo imbarcato consisterà di 16 MiG-29K compresi quattro nella versione da addestramento KUB, sei elicotteri nella versione early warning and control (AEW&C) di tipo Kamov Ka-31 e nella versione antisommergibile (ASW) Kamov Ka-28.
Nel maggio 2014, la portaerei è stata dichiarata operativamente dispiegata insieme al suo gruppo aereo imbarcato di MiG-29K ed ha preso parte alle esercitazioni condotte dal Western Naval Command della Indian Navy. Il 14 giugno 2014, il primo ministro indiano Narendra Modi, con accenti nazionalistici, ha dedicato la portaerei al suo paese.